# Онлајн девојка на турнеји
Онлајн девојка на турнеји (енгл. Girl Online: On Tour) је други љубавни и драмски тинејџерски роман енглеске модне блогерке и јутјуберке Зои Саг (енгл. Zoe Sugg), објављен је 20. октобра 2015. у Penguin Books, а у Србији 6. маја 2016. године у издаваштву Лагуна. Друга је у серијалу Онлајн девојка (енгл. Girl Online), прати живот тинејџерке Пени која се придружује свом дечку музичару на турнеји.

## О књизи
Радња романа се одвија шест месеци након првог дела и прати Пени Портер, бившу блогерку која се забавља са рок звездом Ноом Флином, који ју је позвао да му се придружи на музичкој светској турнеји по Европи, што она једва чека како би проводила време са њим. Међутим, због Ноиног густог распореда, другова из бенда који нису баш пријатељски настројени и претећих порука љубоморних обожаватељки, Пени се пита да ли је заиста створена за живот на турнеји. Недостају јој породица, најбољи пријатељ Елиот и њен блог.

## Историја књиге
Онлајн девојка на турнеји је објављена 20. октобра 2015. преко Penguin Books, а звучна књига 20. новембра 2015. преко Одибла. Пре објављивања је очекиван успех, карте за турнеју потписивања књига су одмах распродате.

### Издање
Издања романа Онлајн девојка на турнеји:
- Тврд повез, 20. октобар 2015.
  - Уједињено Краљевство, Penguin Books,  978-0-1413-5995-3
  - Сједињене Америчке Државе, Atria,  978-1-5011-0033-8
- Звучна књига, 20. новембар 2015.
- Мек повез, 14. јул 2016.
  - Уједињено Краљевство, Penguin Books,  978-0-1413-6422-3
  - Сједињене Америчке Државе, Atria,  978-1-5011-0034-5

## Критике
Роман је добио релативно позитивне критике, при чему га је већина упоредила са претходним. Шарлота Рунси из Дејли телеграфа га је оценила са три од пет, наводећи да је овај део озбиљнији од претходног, али да и овај садржи елементе Саговог сопственог искуства са већом аутентичношћу. Дејвид Барнет из Индипендент је навео да је роман, иако се бави сложеним темама, донекле безбрижан, упоредивши Сагово писање у почетку са Џуди Блум, а касније са Инид Блајтон.

## Наставак
Онлајн девојка солира (енгл. Girl Online: Going Solo), трећи роман у низу, је објављен у тврдом повезу 17. новембра 2016, а у Србији 16. јуна 2017.